# Хлоя де Лис
Хлоя де Лис (фр. Chloë des Lysses), урождённая Натали Боэ (фр. Nathalie Boët ; род. 29 июня 1972, Тулон, Вар, Франция) — французский фотограф и журналист, бывшая порноактриса.

## Биография
Родилась в 1972 году в Тулоне. До 20 лет проживала в Марселе.
В 1993 году Хлоя де Лис снялась в нескольких порнофильмах (включая порнографическую версию популярного сериала «Элен и ребята») и обосновалась в Париже. Там она встретила Жерара Жюбера, основателя журнала L’Eléphant Rose, нанявшего её в качестве фотографа-фрилансера. С 1996 по 1998 год Хлоя сотрудничала с парижским эротическим фотографом Даманом, который стал её мужем. Она также участвовала в качестве модели в производстве его альбомов «Порно Арт» (1996) с предисловием Жиля Нере и «Порно Арт 2» (1998).
С 1993 по 2000 год она работала фрилансером для многочисленных журналов, получив лицензию в 1999 году после возобновления учёбы в Школе мультимедиа в Париже. В 2001 году Хлоя де Лис была членом жюри первой премии Сада, присуждённой Катрин Милле.
Она сделала несколько сотен снимков и видео в жанре гонзо-порнографии, нередко под именем   Жанна Версе. В 2009 году выпустила «Повареную книгу сутенёра», которую её снимки проиллюстрировали. Де Лис также является автором портретов многих знаменитостей индустрии развлечений, в частности, фото Шарлотты Генсбур для La Republica XL в 2010 году.
Группа Tanger посвятила ей песню Chloë des Lysses в своём альбоме La Mémoire insoluble.